# ويليام كلارك (متزحلق نوردي مزدوج)
ويليام كلارك هو متزحلق جبال الألب كندي، ولد في 10 يوليو 1910 في أوتاوا في كندا، وتوفي في 2 يناير 1975.

## وصلات خارجية
- ويليام كلارك على موقع أوليمبيديا (الإنجليزية)